# بيلي هيغينز (لاعب كاراتيه)
بيلي هيغينز (بالإنجليزية: Billy Higgins)‏ هو لاعب كاراتيه بريطاني، ولد في 14 أغسطس 1945 في بوتل ‏ في المملكة المتحدة.